# Goran Marjanovic
Goran Marjanovic, född 28 augusti 1974 i Smederevo, Jugoslavien (nuvarande Serbien), är en svensk skådespelare och manusförfattare. Hans far är från Sverige och modern är från nuvarande Bosnien-Hercegovina.

## Filmmanus
- 2004 – Ett hål i mitt hjärta

## Filmografi (urval)
- 1993 – Sökarna
- 1995 – 30:e november
- 1997 – Beck – Lockpojken
- 2004 – Ett hål i mitt hjärta
- 2005 – Made in Yugoslavia
- 2008 – Iskariot